# Jan Bor
Jan Bor, vlastním jménem Jan Jaroslav Strejček (16. února 1886, Praha – 25. března 1943, Hluboká nad Vltavou, Zámostí), byl český divadelní režisér.

## Život
Od roku 1904 studoval slavistiku, srovnávací dějiny a filologii na Karlově univerzitě v Praze, následně v letech 1905 – 1907 na univerzitách v Lipsku a ve Vídni. V roce 1926 získal doktorát filosofie na UK v Praze.
Během svých pobytů v Německu v letech 1912–1914 poznal tvorbu Maxe Reinhardta.
Stal se žákem F. Zavřela, zabýval se psaním divadelních referátů, odborných článků o divadle, byl autorem monografie o Eduardu Vojanovi (1907) a Marii Laudové (1913).
Publikoval v časopisech Den, Lumír, byl redaktorem časopisu Scéna (1913–1914). V roce 1914 se stal režisérem Intimního divadla a zde setrval pět let .
Po první světové válce se začal věnovat režii, nejdříve ve Švandově divadle (1919–1924), následně v Divadle na Vinohradech (1924–1939). Zde se stal po odchodu Jaroslava Kvapila vrchním režisérem a v roce 1930 uměleckým šéfem. Později se funkce vzdal a v letech 1936 až 1938 působil jen jako režisér.
V lednu 1939 byl jmenován šéfem činohry Národního divadla. V této funkci působil formálně až do své smrti, ve skutečnosti jen do začátku roku 1942, kdy se uchýlil do ústraní.
Jeho první manželkou byla zpěvačka Národního divadla Olga Valoušková, druhou manželkou herečka Ema Hrubá. Jeho syny jsou režisér Jan Strejček a filmový a hudební kritik Vladimír Bor.

## Ocenění
- 1928, 1931 Státní cena

## Vybrané divadelní režie ve Vinohradském divadle
- 1924 Vítězslav Hálek: Záviš z Falkenštejna, 6 repríz
- 1925 František Zavřel: Vykupitel, 13 repríz
- 1925 August Strindberg: Věřitelé, 8 repríz
- 1925 Pierre Corneille: Lhář, 10 repríz
- 1926 Jan Bartoš: Hrdinové naší doby, 10 repríz
- 1926 Arnošt Dvořák: Lvice, 12 repríz
- 1926 František Langer: Miliony, 10 repríz
- 1926 Franz Werfel: Juarez a Maximilian, 11 repríz
- 1927 Viktor Dyk: Zmoudření dona Quijota, 12 repríz
- 1927 Jaroslav Hilbert: Vina, 12 repríz
- 1927 Ladislav Novák: Svědomí, 10 repríz
- 1927 John Galsworthy: Okna, 12 repríz
- 1927 Ben Jonson: Lišák, 13 repríz
- 1928 Arnošt Dvořák: Kalich, 18 repríz
- 1928 Edmond Konrád: Olbřím, 7 repríz
- 1928 Henrik Ibsen: Divoká kachna, 13 repríz
- 1929 Zdeněk Štěpánek: Monastýr nad tajgou, 21 repríz
- 1929 František Langer: Obrácení Ferdyše Pištory, 54 repríz
- 1929 Rudolf Krupička: Vršovci, 8 repríz
- 1929 Bayard Veiler: Je Mary Duganová vina?, 37 repríz
- 1929 A. Birabeau, H. Duvernois: Marcel Fradelin, 19 repríz
- 1929 Frank Wedekind: Zámek Wetterstein, na scéně Komorního divadla, 12 repríz
- 1930 Jaroslav Hilbert: Jejich štěstí, na scéně Komorního divadla, 15 repríz
- 1930 Eugene O'Neill: Milionový Marco, 27 repríz
- 1930 William Shakespeare: Othello, 8 repríz
- 1930 Izumo Takeda: Vesnická škola, na scéně Komorního divadla, 19 repríz
- 1931 Arnošt Dvořák: Pidras Ohněstrůjce, 9 repríz
- 1931 František Langer: Andělé mezi námi, 21 repríz
- 1931 F. M. Dostojevskij, J. Bor: Bratři Karamazovi, 26 repríz
- 1931 G. B. Shaw: Pygmalion, 52 repríz
- 1931 Maxim Gorkij: Na dně, 11 repríz
- 1932 Charles Dickens, František Langer: Pan Pickwick, 24 repríz
- 1932 Oskar Nedbal: Polská krev, 37 repríz
- 1932 Viktor Dyk: Smuteční hostina, 1 repríza
- 1932 Emil Synek: Zrádce, 9 repríz
- 1932 Zdeněk Štěpánek: Lidé minulých dnů, 9 repríz
- 1932 Jiří Mahen: Janošík, 12 repríz
- 1932 František Langer: Velbloud uchem jehly, 16 repríz
- 1932 William Shakespeare: Zkrocení zlé ženy, 22 repríz
- 1932 J. W. Goethe: Faust, 14 repríz
- 1933 Bertolt Brecht, John B. Gay: Žebrácká opera, na scéně Komorního divadla,10 repríz
- 1933 Michail Bulgakov: Bílá garda, 19 repríz
- 1933 Ferdinand Bruckner: Markýza z O., 9 repríz
- 1934 František Langer: Manželství s r.o., 25 repríz
- 1934 Vítězslav Nezval: Tři mušketýři, na scéně Komorního divadla, 30 repríz
- 1934 F. M. Dostojevskij, J. Bor: Idiot, 11 repríz
- 1934 William Shakespeare: Mnoho povyku pro nic, na scéně Komorního divadla, 22 repríz
- 1935 Eugene O'Neill: Pramen věčného mládí, 14 repríz
- 1935 Emil Vachek, Frank Tetauer: Krev nevolá o pomstu, 17 repríz
- 1935 Aristofanés: Lysistrata, 19 repríz
- 1935 Michail Alexandrovič Šolochov: Rozrušená země, 8 repríz
- 1935 L. N. Tolstoj: Anna Karenina, 41 repríz
- 1936 bratří Mrštíkové: Maryša, 24 repríz
- 1936 J. a M. Tomanovi: Přítelkyně, 9 repríz
- 1937 Jacques Deval: Marie Milostnice, na scéně Komorního divadla, 32 repríz
- 1937 Armand Salacrou: Žena, která se osvobodila, na scéně Komorního divadla, 25 repríz
- 1937 Jean Giono: Rozsévači, na scéně Komorního divadla, 13 repríz
- 1938 František Götz: První rota, 7 repríz
- 1938 František Sokol-Tůma: Staříček Holuša, 12 repríz
- 1938 Gerhart Hauptmann: Růžena Berndtová, 9 repríz
- 1938 G. B. Shaw: Ženění a vdávání, 11 repríz
- 1939 Jean Giono: Věčná pouť, na scéně Komorního divadla, pohostinská režie, 6 repríz

## Vybrané divadelní režie na scénách Národního divadla
- 1922 Večer malých veseloher Molierových, Stavovské divadlo, 11 repríz
- 1939 Jaroslav Gilbert: Vina , Národní divadlo, 10 repríz
- 1939 Jan Bor, L. N. Tolstoj: Vzkříšení, Národní divadlo, 23 repríz
- 1939 Jiří Mahen: Janošík , Prozatímní divadlo, 8 repríz
- 1939 William Shakespeare: Macbeth, Národní divadlo, 27 repríz
- 1940 Richard Billinger: Noc běsů, Národní divadlo, 8 repríz
- 1940 Jan Bor, I. A. Gončarov: Strž, Národní divadlo, 52 repríz
- 1940 Vilém Werner: Červený mlýn, Národní divadlo, 35 repríz
- 1941 Richard Billinger: Čarodějka pasovská, Národní divadlo, 16 repríz
- 1941 Leoš Janáček: Její pastorkyňa, Národní divadlo, 25 repríz
- 1940 W. Shakespeare: Othello, Národní divadlo, 20 repríz
- 1941 F. M. Dostojevskij, J.Bor: Zločin a trest, Prozatímní divadlo, 16 repríz
- 1941 Henrik Ibsen: Nápadníci trůnu, Národní divadlo, 14 repríz
- 1942 Jan Bor: Zuzana Vojířová, Národní divadlo, 101 repríz